# ZeniMax Media
ZeniMax Media Inc. – amerykańska spółka medialna zajmująca się tworzeniem i wydawaniem gier komputerowych za pośrednictwem swoich spółek zależnych. Jest właścicielem takich studiów deweloperskich jak Arkane Studios (twórcy gier Dishonored i Prey), id Software (serie Doom i Quake), MachineGames (seria Wolfenstein), Bethesda Softworks (serie The Elder Scrolls i Fallout) oraz ZeniMax Online Studios. Siedziba firmy mieści się w Rockville w Maryland, a jej studia działają w Ameryce Północnej, Europie, Azji i Australii.
Część ZeniMaksu należy do firmy Providence Equity Partners i niemieckiego koncernu mediowego ProSiebenSat.1 Media. W 2007 roku Providence zainwestowało w ZaniMax 300 mln dolarów w zamian za 25% udziałów własnościowych, a w 2010 roku kolejne 150 mln w zamian za nieznaną publicznie sumę udziałów, obecnie będąc posiadaczem pakietu mniejszościowego. ProSiebenSat.1 Media posiada około 6.83% udziałów w ZeniMaksie.
W 2007 roku wartość firmy oceniana była na 1,2 mld dolarów, zaś w 2016 na co najmniej 2,5 mld.
W 2020 roku firma została zakupiona przez Microsoft. Kwota sprzedaży wyniosła 7,5 mld dolarów.

## Historia
Spółka założona została w maju 1999 roku przez założyciela Bethesdy Softworks Christophera Weavera i przedsiębiorcę Roberta A. Altmana jako następca Media Technology, będącej w tamtym czasie spółką-matką Bethesdy. Weaver zatrudnił jako dyrektora generalnego Altmana, dzięki udziałom którego podstawiona spółka mogła gromadzić fundusze. Weaver pracował jako dyrektor ds. technologii, jednak w 2002 roku przeniesiony został na stanowisko nieoperacyjne. Niedługo później złożył pozew przeciwko ZeniMax twierdząc, że nowi partnerzy biznesowi odsunęli go po tym, jak zyskali dostęp do jego własności intelektualnej, a spółka po nieprzedłużeniu z nim umowy jest mu winna 1,2 mln dolarów odprawy. Ostatecznie sprawa została wycofana z sądu, kiedy okazało się, że Weaver – chcąc zdobyć dowody – dopuścił się przeglądania poczty elektronicznej innych pracowników.
W 2004 roku ZeniMax zakupiło od Interplay Entertainment prawa do marki Fallout. Dziesięcioosobowy zespół dowodzony przez Todda Howarda rozpoczął prace nad kolejną grą z serii – Fallout 3 pod koniec tego samego roku, a do sprzedaży trafiła ona w październiku 2008.
1 sierpnia 2007 roku ogłoszono stworzenie ZeniMax Online Studios, na czele którego stanął Matt Firor. Pięć lat później studio ogłosiło prace nad grą The Elder Scrolls Online, która zadebiutowała 4 kwietnia 2014 roku.
30 października 2007 roku ZeniMax ogłosiło zacieśnienie więzów z ProSiebenSat.1 Media. Uruchomiona została międzynarodowa wersja strony internetowej SevenGames.com, nawiązano również współpracę mającą na celu tworzenie gier online.
We wrześniu 2009 roku ZeniMax nabył prawa do serii gier komputerowych Prey, a w grudniu do tworzonej przez id Software gry Rage, która pierwotnie wydana miała być przez Electronic Arts.
3 marca 2011 roku spółka ogłosiła nawiązanie współpracy z działającą przy University of Southern California School of Cinematic Arts, mającą na celu organizowanie wykładów i staży.
W maju 2014 roku ZeniMax złożył pozew przeciwko Oculus VR twierdząc, że wszelki, przypadający na lata 2012–2013, wkład Johna Carmacka z id Software w opracowanie technologii Oculus Rift stanowi własność intelektualną spółki. W odpowiedzi Oculus VR stwierdziło, że ZeniMax fałszywie przypisuje sobie prawa do technologii, chcąc tym zyskać przewagę nad Facebookiem, który również zainteresowany był zakupieniem Oculus VR. Firma stwierdziła, że ich technologia nie wykorzystuje ani jednej linijki kodu ani żadnej technologii opracowanej przez ZeniMax.
W 2020 Firma ZeniMax zostaje kupiona przez Microsoft za kwotę 7,5 miliarda dolarów

## Spółki zależne
- Bethesda Softworks (Rockville, Maryland), nabyta w 1999 r.
  - Bethesda Game Studios (Rockville, Maryland), założona w 2001 r.
  - Bethesda Game Studios Montreal (Montreal, Kanada), założona w grudniu 2015 r.
- ZeniMax Online Studios (Hunt Valley, Maryland), założona w 2007 r.
- id Software (Richardson, Teksas), nabyta w czerwcu 2009 r.
- Arkane Studios (Lyon, Francja), nabyta w sierpniu 2010 r.
  - Arkane Studios Austin (Austin, Teksas), nabyta w sierpniu 2010 r.
- Tango Gameworks (Tokio, Japonia), nabyta w październiku 2010 r.
- MachineGames (Uppsala, Szwecja), nabyta w listopadzie 2010 r.
- BattleCry Studios (Austin, Teksas), założona w październiku 2012 r.

### Zamknięte
- e-Nexus Studios
- XL Translab, nabyte w 1997 przez Bethesdę Softworks
- Vir2L Studios (Waszyngton), nabyte w 1999 roku, zamknięte w 2010
- Mud Duck Productions, założone w 2002 roku, zamknięte w 2007
- Flashpoint Productions (Olympia, Waszyngton), nabyte w 1995 przez Bethesdę Softworks